# Joakim Sjöhage
Ulf Joakim Sjöhage (Målsryd, 27 settembre 1986) è un ex calciatore svedese, di ruolo attaccante.

## Carriera

### Club
Sjöhage iniziò la carriera con la maglia dell'Elfsborg, debuttando nella Allsvenskan il 23 settembre 2004, sostituendo Lasse Nilsson nel successo per 1-0 sull'IFK Göteborg. Fu un titolare della squadra che si aggiudicò il campionato 2006, ma nel 2007 il suo spazio si ridusse perché l'Elfsborg cambiò schema e passò ad uno che prevedeva un'unica punta.
Così, il 4 luglio 2007 passò ai norvegesi del Brann. Esordì nella Tippeligaen il 29 luglio, sostituendo Robbie Winters nella vittoria per 4-2 in casa dello Strømsgodset. Ebbe difficoltà a conquistare un posto in squadra, trovando come concorrenti calciatori quali Thorstein Helstad, lo stesso Robbie Winters e Ármann Smári Björnsson. Il Brann, in quella stagione, vinse comunque il campionato.
Nel 2008 tornò all'Elfsborg con la formula del prestito. L'anno seguente, però, fu ceduto a titolo definitivo al Trelleborg. Il primo incontro con questa maglia lo disputò il 5 aprile 2009, nel pareggio a reti inviolate contro il Brommapojkarna. Il 1º maggio segnò la prima rete, nella vittoria per 2-1 sull'Örgryte.

## Palmarès

### Club

#### Competizioni nazionali
- Campionato svedese: 1

Elfsborg: 2006
- Supercupen: 1

Elfsborg: 2007
- Campionato norvegese: 1

Brann: 2007